# جوزف ئی. رنزدل
جوزف ئی. رنزدل (به انگلیسی: Joseph Eugene Ransdell) سناتور سابق عضو حزب دموکرات ایالات متحده آمریکا بود. وی در سال ۱۹۱۳ تا ۱۹۳۱ میلادی سناتور ایالت لوئیزیانا در سنای ایالات متحده آمریکا بود.